# Адам Карабець
Адам Карабець (чеськ. Adam Karabec, нар. 2 липня 2003, Прага) — чеський футболіст, півзахисник «Спарти» (Прага) і молодіжної збірної Чехії. На умовах оренди грає за французький клуб «Ліон».

## Клубна кар'єра
Народився 2 липня 2003 року в Празі. Вихованець юнацьких команд місцевих «Богеміанс» та «Спарти».
У дорослому футболі дебютував 2020 року виступами за головну команду «Спарти», у складі якої попри юний вік вже по ходу сезону 2020/21 отримував регулярну ігрову практику.

## Виступи за збірні
2019 року дебютував у складі юнацької збірної Чехії (U-19), загалом на юнацькому рівні взяв участь у трьох іграх.
З 2020 року залучається до складу молодіжної збірної Чехії. У її складі був учасником молодіжного Євро-2023, на якому чехи не подолали груповий етап.

## Титули і досягнення
- Чемпіон Чехії (1):

«Спарта» (Прага): 2022/23